# Полянська сільська територіальна громада
Полянська сільська громада — територіальна громада в Україні, у Мукачівському районі Закарпатської області. Адміністративний центр — село Поляна.

## Населені пункти
У складі громади 13 сіл: Голубине, Оленьово, Павлово, Пасіка, Плоске, Плоский Потік, Поляна, Родниківка, Родникова Гута, Солочин, Сусково, Уклин та Яківське.

## Населення
Станом на перепис 2001 року, у громаді проживало 14 414 осіб. Переважна більшість населення вказала рідною мовою українську.
Розподіл населення за рідною мовою:
| Мова       | Кількість осіб | Відсоток |
| ---------- | -------------- | -------- |
| Українська | 14 218         | 98,64%   |
| Російська  | 118            | 0,82%    |
| Угорська   | 16             | 0,11%    |
| Словацька  | 20             | 0,14%    |
| Німецька   | 7              | 0,05%    |
| Білоруська | 3              | 0,02%    |
| Молдовська | 2              | 0,02%    |
| Румунська  | 1              | 0,01%    |
| Інші       | 23             | 0,16%    |